# Nowe Komaszyce
Nowe Komaszyce – wieś w Polsce położona w województwie lubelskim, w powiecie opolskim, w gminie Opole Lubelskie. Leży przy drodze wojewódzkiej nr 747.
W latach 1975–1998 miejscowość administracyjnie należała do ówczesnego województwa lubelskiego.
Nowe Komaszyce
Wieś stanowi sołectwo w gminie Opole Lubelskie. Według Narodowego Spisu Powszechnego z roku 2011 wieś liczyła 218 mieszkańców.
Wierni Kościoła rzymskokatolickiego należą do parafii Trójcy Świętej i Narodzenia Najświętszej Maryi Panny w Chodlu.